# Тёмкин, Наум Ефимович
Наум Ефимович Тёмкин (27 октября 1928, пос. Свесса, Глуховский округ — 17 января 2006) — начальник коксохимического производства Череповецкого металлургического завода имени 50-летия СССР, Герой Социалистического Труда (1981).

## Биография
Окончил Кемеровский коксохимический техникум.
В течение нескольких десятилетий работал заместителем директора по коксохимическому производству, начальником коксохимического производства Череповецкого металлургического завода. Под руководством Н. Е. Темкина на заводе внедрялись новые технологии, производилась механизация и автоматизация трудоемких процессов, развивалась социальная сфера, осуществлялись экологические мероприятия, позволившие значительно снизить вредные выбросы в атмосферу, улучшить состояние водоёма Рыбинского водохранилища. Умер 17 января 2006 года. Похоронен в Череповце на кладбище № 1 (участок почетных захоронений).

## Награды и признание
- медаль «Серп и Молот» Героя Социалистического Труда (1981)
- орден «За заслуги перед Отечеством» IV степени (1999)
- два ордена Ленина
- орден Трудового Красного Знамени
- Юбилейная медаль «За доблестный труд. В ознаменование 100-летия со дня рождения Владимира Ильича Ленина»
- Почётный гражданин города Череповца (1977) — за большой вклад в развитие города, коммунистическое воспитание трудящихся, активную общественную деятельность, в связи с 60-летием Великого Октября и 200-летием города (Протокол заседания исполкома Череповецкого городского Совета народных депутатов от 25 октября 1977 года № 12)[2]
- Заслуженный работник Череповецкого металлургического завода
- Почётный ветеран ОАО «Северсталь».